# Metalamia cuprea
Metalamia cuprea är en skalbaggsart som först beskrevs av Stefan von Breuning 1940.  Metalamia cuprea ingår i släktet Metalamia och familjen långhorningar. Inga underarter finns listade i Catalogue of Life.